# Vokal
Ein Vokal (von lateinisch [litera/littera] vocalis ‚tönender [Buchstabe]‘; zu vox ‚Stimme‘) oder Selbstlaut ist ein Sprachlaut, bei dessen Artikulation der Phonationsstrom weitgehend ungehindert durch den Mund ausströmen kann. Vokale sind im Allgemeinen stimmhaft.
„Vokale“ im genauen Sinne des Wortes sind vokalische Laute, also Phone: Einheiten der gesprochenen Sprache. Buchstaben der geschriebenen Sprache wie A, E, I, O, U sind Vokalbuchstaben, sie werden allgemeinsprachlich, so auch im Duden, aber meist ebenfalls „Vokale“ genannt.

## Vokale in der artikulatorischen Phonetik
|                                                           | vorne                                                           |                                                                 | zentral                                                         |                                                                 | hinten                                                          |
| geschlossen                                               | \| i•y ɨ•ʉ ɯ•u ɪ•ʏ ʊ e•ø ɘ•ɵ ɤ•o ə ɛ•œ ɜ•ɞ ʌ•ɔ æ ɐ a•ɶ a̱ ɑ•ɒ \| | \| i•y ɨ•ʉ ɯ•u ɪ•ʏ ʊ e•ø ɘ•ɵ ɤ•o ə ɛ•œ ɜ•ɞ ʌ•ɔ æ ɐ a•ɶ a̱ ɑ•ɒ \| | \| i•y ɨ•ʉ ɯ•u ɪ•ʏ ʊ e•ø ɘ•ɵ ɤ•o ə ɛ•œ ɜ•ɞ ʌ•ɔ æ ɐ a•ɶ a̱ ɑ•ɒ \| | \| i•y ɨ•ʉ ɯ•u ɪ•ʏ ʊ e•ø ɘ•ɵ ɤ•o ə ɛ•œ ɜ•ɞ ʌ•ɔ æ ɐ a•ɶ a̱ ɑ•ɒ \| | \| i•y ɨ•ʉ ɯ•u ɪ•ʏ ʊ e•ø ɘ•ɵ ɤ•o ə ɛ•œ ɜ•ɞ ʌ•ɔ æ ɐ a•ɶ a̱ ɑ•ɒ \| |
| fast geschlossen                                          | \| i•y ɨ•ʉ ɯ•u ɪ•ʏ ʊ e•ø ɘ•ɵ ɤ•o ə ɛ•œ ɜ•ɞ ʌ•ɔ æ ɐ a•ɶ a̱ ɑ•ɒ \| | \| i•y ɨ•ʉ ɯ•u ɪ•ʏ ʊ e•ø ɘ•ɵ ɤ•o ə ɛ•œ ɜ•ɞ ʌ•ɔ æ ɐ a•ɶ a̱ ɑ•ɒ \| | \| i•y ɨ•ʉ ɯ•u ɪ•ʏ ʊ e•ø ɘ•ɵ ɤ•o ə ɛ•œ ɜ•ɞ ʌ•ɔ æ ɐ a•ɶ a̱ ɑ•ɒ \| | \| i•y ɨ•ʉ ɯ•u ɪ•ʏ ʊ e•ø ɘ•ɵ ɤ•o ə ɛ•œ ɜ•ɞ ʌ•ɔ æ ɐ a•ɶ a̱ ɑ•ɒ \| | \| i•y ɨ•ʉ ɯ•u ɪ•ʏ ʊ e•ø ɘ•ɵ ɤ•o ə ɛ•œ ɜ•ɞ ʌ•ɔ æ ɐ a•ɶ a̱ ɑ•ɒ \| |
| halbgeschlossen                                           | \| i•y ɨ•ʉ ɯ•u ɪ•ʏ ʊ e•ø ɘ•ɵ ɤ•o ə ɛ•œ ɜ•ɞ ʌ•ɔ æ ɐ a•ɶ a̱ ɑ•ɒ \| | \| i•y ɨ•ʉ ɯ•u ɪ•ʏ ʊ e•ø ɘ•ɵ ɤ•o ə ɛ•œ ɜ•ɞ ʌ•ɔ æ ɐ a•ɶ a̱ ɑ•ɒ \| | \| i•y ɨ•ʉ ɯ•u ɪ•ʏ ʊ e•ø ɘ•ɵ ɤ•o ə ɛ•œ ɜ•ɞ ʌ•ɔ æ ɐ a•ɶ a̱ ɑ•ɒ \| | \| i•y ɨ•ʉ ɯ•u ɪ•ʏ ʊ e•ø ɘ•ɵ ɤ•o ə ɛ•œ ɜ•ɞ ʌ•ɔ æ ɐ a•ɶ a̱ ɑ•ɒ \| | \| i•y ɨ•ʉ ɯ•u ɪ•ʏ ʊ e•ø ɘ•ɵ ɤ•o ə ɛ•œ ɜ•ɞ ʌ•ɔ æ ɐ a•ɶ a̱ ɑ•ɒ \| |
| mittel                                                    | \| i•y ɨ•ʉ ɯ•u ɪ•ʏ ʊ e•ø ɘ•ɵ ɤ•o ə ɛ•œ ɜ•ɞ ʌ•ɔ æ ɐ a•ɶ a̱ ɑ•ɒ \| | \| i•y ɨ•ʉ ɯ•u ɪ•ʏ ʊ e•ø ɘ•ɵ ɤ•o ə ɛ•œ ɜ•ɞ ʌ•ɔ æ ɐ a•ɶ a̱ ɑ•ɒ \| | \| i•y ɨ•ʉ ɯ•u ɪ•ʏ ʊ e•ø ɘ•ɵ ɤ•o ə ɛ•œ ɜ•ɞ ʌ•ɔ æ ɐ a•ɶ a̱ ɑ•ɒ \| | \| i•y ɨ•ʉ ɯ•u ɪ•ʏ ʊ e•ø ɘ•ɵ ɤ•o ə ɛ•œ ɜ•ɞ ʌ•ɔ æ ɐ a•ɶ a̱ ɑ•ɒ \| | \| i•y ɨ•ʉ ɯ•u ɪ•ʏ ʊ e•ø ɘ•ɵ ɤ•o ə ɛ•œ ɜ•ɞ ʌ•ɔ æ ɐ a•ɶ a̱ ɑ•ɒ \| |
| halboffen                                                 | \| i•y ɨ•ʉ ɯ•u ɪ•ʏ ʊ e•ø ɘ•ɵ ɤ•o ə ɛ•œ ɜ•ɞ ʌ•ɔ æ ɐ a•ɶ a̱ ɑ•ɒ \| | \| i•y ɨ•ʉ ɯ•u ɪ•ʏ ʊ e•ø ɘ•ɵ ɤ•o ə ɛ•œ ɜ•ɞ ʌ•ɔ æ ɐ a•ɶ a̱ ɑ•ɒ \| | \| i•y ɨ•ʉ ɯ•u ɪ•ʏ ʊ e•ø ɘ•ɵ ɤ•o ə ɛ•œ ɜ•ɞ ʌ•ɔ æ ɐ a•ɶ a̱ ɑ•ɒ \| | \| i•y ɨ•ʉ ɯ•u ɪ•ʏ ʊ e•ø ɘ•ɵ ɤ•o ə ɛ•œ ɜ•ɞ ʌ•ɔ æ ɐ a•ɶ a̱ ɑ•ɒ \| | \| i•y ɨ•ʉ ɯ•u ɪ•ʏ ʊ e•ø ɘ•ɵ ɤ•o ə ɛ•œ ɜ•ɞ ʌ•ɔ æ ɐ a•ɶ a̱ ɑ•ɒ \| |
| fast offen                                                | \| i•y ɨ•ʉ ɯ•u ɪ•ʏ ʊ e•ø ɘ•ɵ ɤ•o ə ɛ•œ ɜ•ɞ ʌ•ɔ æ ɐ a•ɶ a̱ ɑ•ɒ \| | \| i•y ɨ•ʉ ɯ•u ɪ•ʏ ʊ e•ø ɘ•ɵ ɤ•o ə ɛ•œ ɜ•ɞ ʌ•ɔ æ ɐ a•ɶ a̱ ɑ•ɒ \| | \| i•y ɨ•ʉ ɯ•u ɪ•ʏ ʊ e•ø ɘ•ɵ ɤ•o ə ɛ•œ ɜ•ɞ ʌ•ɔ æ ɐ a•ɶ a̱ ɑ•ɒ \| | \| i•y ɨ•ʉ ɯ•u ɪ•ʏ ʊ e•ø ɘ•ɵ ɤ•o ə ɛ•œ ɜ•ɞ ʌ•ɔ æ ɐ a•ɶ a̱ ɑ•ɒ \| | \| i•y ɨ•ʉ ɯ•u ɪ•ʏ ʊ e•ø ɘ•ɵ ɤ•o ə ɛ•œ ɜ•ɞ ʌ•ɔ æ ɐ a•ɶ a̱ ɑ•ɒ \| |
| offen                                                     | \| i•y ɨ•ʉ ɯ•u ɪ•ʏ ʊ e•ø ɘ•ɵ ɤ•o ə ɛ•œ ɜ•ɞ ʌ•ɔ æ ɐ a•ɶ a̱ ɑ•ɒ \| | \| i•y ɨ•ʉ ɯ•u ɪ•ʏ ʊ e•ø ɘ•ɵ ɤ•o ə ɛ•œ ɜ•ɞ ʌ•ɔ æ ɐ a•ɶ a̱ ɑ•ɒ \| | \| i•y ɨ•ʉ ɯ•u ɪ•ʏ ʊ e•ø ɘ•ɵ ɤ•o ə ɛ•œ ɜ•ɞ ʌ•ɔ æ ɐ a•ɶ a̱ ɑ•ɒ \| | \| i•y ɨ•ʉ ɯ•u ɪ•ʏ ʊ e•ø ɘ•ɵ ɤ•o ə ɛ•œ ɜ•ɞ ʌ•ɔ æ ɐ a•ɶ a̱ ɑ•ɒ \| | \| i•y ɨ•ʉ ɯ•u ɪ•ʏ ʊ e•ø ɘ•ɵ ɤ•o ə ɛ•œ ɜ•ɞ ʌ•ɔ æ ɐ a•ɶ a̱ ɑ•ɒ \| |
| i•y ɨ•ʉ ɯ•u ɪ•ʏ ʊ e•ø ɘ•ɵ ɤ•o ə ɛ•œ ɜ•ɞ ʌ•ɔ æ ɐ a•ɶ a̱ ɑ•ɒ |                                                                 |                                                                 |                                                                 |                                                                 |                                                                 |

| i•y ɨ•ʉ ɯ•u ɪ•ʏ ʊ e•ø ɘ•ɵ ɤ•o ə ɛ•œ ɜ•ɞ ʌ•ɔ æ ɐ a•ɶ a̱ ɑ•ɒ |

Zur Darstellung aller Vokale wird das sogenannte Vokaldreieck oder Vokaltrapez benutzt (siehe Abbildung). Darin sind die Vokale in der Senkrechten nach dem zu ihrer Bildung notwendigen Grad der Öffnung des Mundraums von offen (a-Laut) nach geschlossen (i-, u-Laut) angeordnet. In der Waagerechten werden sie in vorne (e-, i-Laute) oder hinten (o-, u-Laute) im Mundraum entstehend unterteilt. Sie heißen dementsprechend Vorderzungenvokale bzw. Hinterzungenvokale.
Grundsätzlich kann fast jeder Vokal auch mit Lippenrundung gerundet gebildet werden, was eine Änderung der Lautqualität herbeiführt: Aus einem gespannten i-Laut [⁠i⁠] wird durch Lippenrundung ein ü-Laut [⁠y⁠] und aus einem ungerundeten [⁠e⁠] ein ö-Laut [⁠ø⁠]. Im Deutschen gibt es die gerundeten Vokale ü [y,ʏ], ö [ø,œ], o [o,ɔ] und u [u,ʊ] und die ungerundeten a [⁠a⁠], e [ɛ,e] und i [i,ɪ]. Weiterhin können durch Absenken des Gaumensegels Nasalvokale gebildet werden, wie das [⁠ɔ͂⁠] im französischen on ‚man‘.
Vokale werden in vielen Sprachen nach ihrer Länge (Vokalquantität) in kurze oder lange Vokale unterteilt. In der deutschen Standardsprache sind die kurzen Vokale ungespannt, z. B. das [⁠ɪ⁠] in Mitte. Die langen Vokale sind gespannt, z. B. das [⁠i:⁠] in Miete. Es gibt aber auch kurze gespannte Laute, wie das [⁠i⁠] in Musiker.

Die Hauptvokale im Bezug auf die Position der Zunge.

## Vokale in der akustischen Phonetik

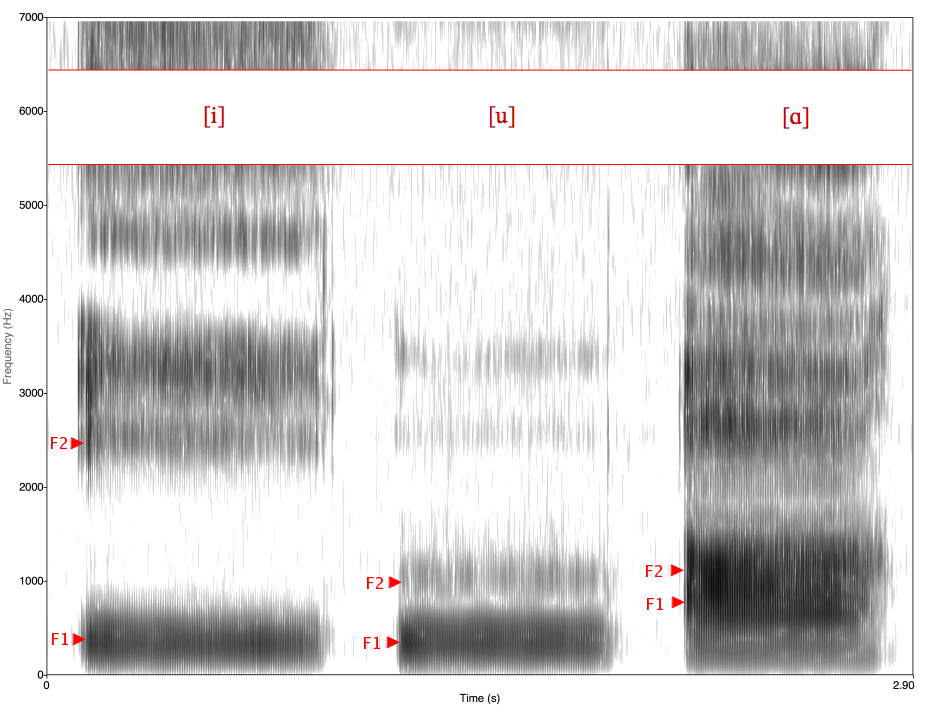
Vokal [i, u, ɑ

Nach der Form der Schallwelle gehören Vokale also, im Gegensatz zu den meisten Konsonanten, zu den Klängen.
Vokale haben einen Primärklang. Dieser besteht aus einem Grundton der Grundfrequenz f0, der wiederum Obertöne bildet. Diese sind immer ganzzahlige Vielfache des Grundtons, d. h. wenn man den Grundton ändert, dann ändern sich auch immer die Obertöne.
Durch Resonanzen im Vokaltrakt (oder Ansatzrohr), d. h. in der Stimmritze, im Larynx- und Pharynxraum und im Mund- und Nasenraum, entstehen ausgeprägte Obertonbereiche, so dass sie gegenüber den anderen Teiltönen dominanter werden. Diese resonanzverstärkten Teiltöne heißen Formanten.
Bei Vokalen kann man vier bis fünf Formanten nachweisen: F1 und F2 (bei Vokalen die im Zungenbereich gebildet werden) sind für die Identifizierung der Vokale verantwortlich. Sie entscheiden also darüber, ob wir beispielsweise ein [iː] oder ein [uː] wahrnehmen.
Messung der Kenngrößen der Artikulation
Die Artikulation korreliert im Wesentlichen mit den Frequenzen der ersten beiden Formanten: F1 gibt die Offenheit oder Zungenhöhe an, F2 die Zungenstellung von hinten nach vorn. Ein [⁠i⁠] hat beispielsweise einen höheren F2-Wert als ein [⁠u⁠], aber einen weitaus geringeren F1-Wert als zum Beispiel ein [⁠a⁠]. Weitere artikulatorische Besonderheiten lassen sich dagegen weniger klar einzelnen Formanten zuordnen. So bewirkt beispielsweise die Lippenrundung eine leichte Senkung von F2 und eine Erhöhung von F3.

## Abgrenzung zu den Konsonanten
Klassifiziert man Laute lediglich nach ihrer Artikulationsart, dann unterscheiden sich Vokale von Konsonanten allein dadurch, dass der Phonationsstrom bei Vokalen fast ungehindert durch das Ansatzrohr strömt (Genauer: Im Gegensatz zu Konsonanten ist die Konstriktion [Verengung] im Artikulationsraum nicht so stark, dass sie ein Geräusch erzeugte). Dieses Kriterium allein leistet jedoch noch keine Unterscheidung von Vokalen einerseits und halbvokalischen oder konsonantischen Approximanten andererseits.
Eine andere Möglichkeit ist die Klassifizierung nach akustischen Kriterien, vor allem nach ihrer Sonorität (Schallfülle). Danach sind die meisten Konsonanten Geräusche ohne Sonorität, während es sich bei Vokalen und einigen Konsonanten wie beispielsweise dem l-, m-, n-, ng- und (zum Teil) r-Laut um Klänge handelt. Diese sind also sonorant.
Sonorität bzw. Schallfülle ist eine wichtige Eigenschaft hinsichtlich der Funktion eines Lautes als Silbenträger: je sonorer ein Laut ist, desto deutlicher hebt er sich von den anderen ihn umgebenden Lauten ab. Sonorante Laute können deshalb Silbenträger sein.
In einigen Sprachen nehmen l, m, n, ng, aber auch r silbischen Charakter an und tragen den Hauptton, beispielsweise l in Plzeň auf Tschechisch und r in Krk auf Serbokroatisch.
Auch im Deutschen kommen die Laute l, m, n, ng silbisch vor, allerdings nur in unbetonter Silbe, so in der Standardaussprache bei den Endungen -em, -en und -el/-l nach Konsonanten (silbischer m-Laut: „großem“, „leben“, „Bremen“; silbischer n-Laut: „reden“, silbischer ng-Laut: „liegen“, silbischer l-Laut: „Apfel“, „Dirndl“).

## Vokale im Deutschen

### Übersicht
Das Deutsche ist, was das Lautinventar im Sprachvergleich betrifft, verhältnismäßig reich an Vokalen. Zu den gesprochenen Vokalen (Monophthongen) des Standarddeutschen gehören:
| wissenschaftliche Bezeichnung                                     | IPA-Zeichen    | Beispiele          | Beispiele          | Beispiele            | Beispiele               |
| wissenschaftliche Bezeichnung                                     | IPA-Zeichen    | lang               | kurz               | kurz                 | kurz                    |
| ----------------------------------------------------------------- | -------------- | ------------------ | ------------------ | -------------------- | ----------------------- |
| wissenschaftliche Bezeichnung                                     | IPA-Zeichen    | in betonten Silben | in betonten Silben | in unbetonten Silben | in Reduktions- silben   |
| Ungerundeter geschlossener Vorderzungenvokal                      | [i] - ▶ⓘ, [i:] | Lied               | –                  | wieso, direkt        | –                       |
| Ungerundeter zentralisierter fast geschlossener Vorderzungenvokal | [ɪ] - ▶ⓘ       | –                  | frisch             | Ärztin               |                         |
| Ungerundeter halbgeschlossener Vorderzungenvokal                  | [e] - ▶ⓘ, [e:] | Schnee             | –                  | lebendig, Debatte    | –                       |
| Ungerundeter halboffener Vorderzungenvokal                        | [ɛ] - ▶ⓘ, [ɛ:] | Mädchen            | nett               | verlieren            | –                       |
| Ungerundeter offener Zentralvokal                                 | [a] - ▶ⓘ, [a:] | Tal                | Blatt              | daheim, Banane       | –                       |
| Mittlerer Zentralvokal (Schwa)                                    | [ə] - ▶ⓘ       | –                  | –                  | –                    | Blume, gesagt, behalten |
| Fast offener Zentralvokal                                         | [ɐ] - ▶ⓘ       | –                  | –                  | –                    | Leder                   |
| Gerundeter halbgeschlossener Hinterzungenvokal                    | [o] - ▶ⓘ, [o:] | Ton                | –                  | sodass, Rosine       | –                       |
| Gerundeter halboffener Hinterzungenvokal                          | [ɔ] - ▶ⓘ       | –                  | Rost               | Kosmos               | –                       |
| Gerundeter geschlossener Hinterzungenvokal                        | [u] - ▶ⓘ, [u:] | gut                | –                  | zuvor, kulant        | –                       |
| Gerundeter zentralisierter fast geschlossener Hinterzungenvokal   | [ʊ] - ▶ⓘ       | –                  | Mund               | Neigung              | –                       |
| Gerundeter geschlossener Vorderzungenvokal                        | [y] - ▶ⓘ, [y:] | kühl               | –                  | Büro, Physik         | –                       |
| Gerundeter zentralisierter fast geschlossener Vorderzungenvokal   | [ʏ] - ▶ⓘ       | –                  | hübsch             | Abkürzung            | –                       |
| Gerundeter halbgeschlossener Vorderzungenvokal                    | [ø] - ▶ⓘ, [ø:] | schön              | –                  | Ökonomie             | ‒                       |
| Gerundeter halboffener Vorderzungenvokal                          | [œ] - ▶ⓘ       | –                  | löschen            | Esslöffel            | –                       |

Siehe auch: Diphthonge im Deutschen

### Vokale in betonten Silben
In betonten Silben unterscheidet man im Deutschen zwischen zwei Typen von Vokalen:
- Vokalen, die lang und geschlossen sind (z. B. [o:] wie in Ton) und
- Vokalen, die kurz und offen sind (z. B. [ɔ] wie in Sonne).

Dieses Muster wird in zwei Fällen durchbrochen:
- Der ungerundete offene Zentralvokal [a] erscheint zwar sowohl in der Lang- als auch in der Kurzform (Vokalquantität), wird aber stets offen gesprochen (Vokalqualität). (In manchen Regionalvarianten, etwa in Niederdeutsch beeinflussten, werden die beiden Quantitäten jedoch in der Qualität unterschieden, so wird der Langvokal etwa als gerundeter Hinterzungenvokal [ɒː] und der Kurzvokal als ungerundeter Vorderzungenvokal [a] realisiert.)
- Mit dem kurzen ungerundeten halboffenen Vorderzungenvokal [ɛ] korrespondieren zwei Langformen: 1. der ungerundete halbgeschlossene Vorderzungenvokal [e:] und 2. die Langform [ɛ:] (wie in Mädchen). Dies gilt jedoch vor allem für die Standardaussprache und viele oberdeutsche Dialekte. In vielen Dialekten im nördlichen und mittleren Deutschland wird das lange <ä> wie [e:] ausgesprochen, was inzwischen auch in der Standardaussprache als Lizenz akzeptiert ist.

Einige weitere Vokale, die in der Tabelle nicht aufgeführt sind, erscheinen ausschließlich in Fremdwörtern. Besonders produktiv war und ist hier das Französische, dem das Deutsche die Nasalvokale [ɑ̃] (wie in Orange), [ɛ̃] (wie in Teint, Mannequin), [õ] (wie in Contenance), [ɔ̃] (wie in Jargon) und [œ̃] (wie in Parfum) sowie den Langvokal [œ:] (wie in Œuvre) verdankt. Die Benutzung der Nasalvokale gilt teilweise als bildungssprachlich; auch die Aussprache mit gewöhnlichem, nicht-nasaliertem Vokal – meist von [ŋ] gefolgt (z. B. Orange [oˈʀaŋʒə], Bonbon [bɔŋˈbɔŋ]) – wird zunehmend als normgerecht empfunden.
Aus dem Englischen gelangte unter anderem der Langvokal [ɔː] (Smalltalk) ins Deutsche.

### Vokale in unbetonten Silben
In den unbetonten Silben besitzt das Deutsche sieben weitere Vokale, die in ihrer Qualität dem korrespondierenden langen Vokal entsprechen, aber kürzer sind.
Beispiel: In betonten Silben entsprechen dem Graphem <e> die Allophone [e:] (wie in ledig) bzw. [ɛ] (wie in nett). In unbetonten Silben – z. B. in lebendig, Gewissen – erscheint stattdessen oft (statt des unten erwähnten Schwa) der kurze Laut [e]. Obwohl diese Situation auch bei deutschen Wörtern vorkommt (z. B. daheim, wieso, sodass, zuvor), sind mehrheitlich Fremdwörter betroffen (z. B. direkt, Debatte, Physik, Ökonomie).
Zwei Laute kommen im Standarddeutschen ausschließlich in Affixen und Reduktionssilben vor: [ə], genannt Schwa (wie in Blume), und [ɐ] (wie in Leder). Sie werden oft nicht zu den Phonemen gerechnet und in den Darstellungen des deutschen Vokalbestandes darum hin und wieder vergessen.
In dem von Eva-Maria Krech u. a. herausgegebenen Großen Wörterbuch der deutschen Aussprache (1982) werden neben langen und kurzen auch halblange Vokale aufgeführt. Beispiele sind der a-Laut in Leda oder Oma; in Oma einen wirklich kurzen [und vorderen] a-Laut zu sprechen, wie es beispielsweise umgangssprachlich im Ruhrgebiet üblich ist, wird nicht als normgerecht empfunden. Weitere Beispiele sind der halblange e-Laut in Káffee (auf der ersten Silbe betont; betont man die zweite, so spricht man keinen halblangen, sondern einen wirklich langen e-Laut) oder in Meteorologe, demobilisieren, Regeneration, Deeskalation (jeweils der erste e-Laut; halbe Länge hier in allen Fällen mit mehr als zwei Silben zwischen sich und der Hauptbetonung); der halblange i-Laut in Wörtern wie Omi, Ami, Gabi; der halblange o-Laut in Wörtern wie Kino, Auto, Eskimo; der halblange u-Laut in Wörtern wie Akku oder Uhu (zweiter u-Laut; der erste besitzt volle Länge); der halblange ö-Laut in Fremdwörtern wie Ökologisierung; der halblange ü-Laut in Fremdwörtern wie Pyroelektrizität, Hyperboloid oder Hybridisation (auch hier in allen Fällen mit mehr als zwei Silben zwischen sich und der Hauptbetonung).

### Problematik
Der deutsche Vokalbestand umfasst einige Eigentümlichkeiten, die sich einer simplen Kategorisierung entziehen. Einordnungsprobleme bietet bereits der Laut [ɐ] (wie in Leder), der eine Realisierungsvariante des konsonantischen [ʁ] darstellt.
Ein weiteres Problem ist das Verhältnis zwischen gespannten, unter Akzent langen Vokalen (wie in Ofen) und ungespannten kurzen Vokalen (wie in offen). Der Streit darüber, welches dieser Unterscheidungsmerkmale das primäre sei, hat zur Entstehung des Silbenschnittkonzepts geführt, eines silbenanalytischen Konzepts, das solche Minimalpaare alternativ erklärt:
Das Silbenschnittkonzept geht davon aus, dass für die Unterscheidung zwischen diesen beiden Vokalklassen weder die Quantität (Länge) noch die Qualität (Gespanntheit, „Geschlossenheit“) verantwortlich sei. Grundlage des Unterschiedes sei vielmehr der Silbenschnitt, ein prosodischer Kontrast am Silbenende, der in manchen Wörtern höher, in anderen geringer sei. Sanft laufe eine Silbe dann aus, wenn die Vokalbildung von der Artikulation eines eventuell nachfolgenden Konsonanten nicht beeinflusst wird. In solchen Silben stehen gespannte Langvokale; eventuelle postvokalische Konsonanten sind nur lose angeschlossen. In allen anderen Silben wird die Vokalbildung durch die vorgezogene Artikulation des nachfolgenden Konsonanten sozusagen scharf abgeschnitten; der Vokal ist dann kurz und ungespannt (offen); der postvokalische Konsonant ist fest angeschlossen.

## Vokale im Sprachvergleich
| IPA-Zeichen | Laut                                                              | deutsch       | englisch (BE) | französisch |
| ----------- | ----------------------------------------------------------------- | ------------- | ------------- | ----------- |
|             |                                                                   | Wortbeispiele |               |             |
| [a] - ▶ⓘ    | Ungerundeter offener Vorderzungenvokal                            | Katze         | –             | patte       |
| [aː]        | "                                                                 | Vater         | –             | –           |
| [ɐ] - ▶ⓘ    | Fast offener Zentralvokal                                         | Bruder        | butter        | –           |
| [ɑ] - ▶ⓘ    | Ungerundeter offener Hinterzungenvokal                            | –             | calm          | âme         |
| [ɒ] - ▶ⓘ    | Gerundeter offener Hinterzungenvokal                              | –             | hot           | –           |
| [æ] - ▶ⓘ    | Ungerundeter fast offener Vorderzungenvokal                       | –             | cat           | –           |
| [ɑ̃] - ▶ⓘ    | Ungerundeter offener Hinterzungennasalvokal                       | –             | –             | avant       |
| [e] - ▶ⓘ    | Ungerundeter halbgeschlossener Vorderzungenvokal                  | lebendig      | bed           | nez         |
| [eː]        | "                                                                 | Schnee        | –             | –           |
| [ə] - ▶ⓘ    | Mittlerer Zentralvokal                                            | Blume         | maiden        | fenêtre     |
| [ɘ] - ▶ⓘ    | Ungerundeter halbgeschlossener Zentralvokal                       | –             | bit           | –           |
| [ɛ] - ▶ⓘ    | Ungerundeter halboffener Vorderzungenvokal                        | nett          | tell          | mais        |
| [ɛː]        | "                                                                 | Mädchen       | –             | –           |
| [ɛ̃]         | Ungerundeter halboffener Vorderzungennasalvokal                   | –             | –             | pain        |
| [ɜ] - ▶ⓘ    | Ungerundeter halboffener Zentralvokal                             | –             | bird          | –           |
| [ɜ:]        | "                                                                 | –             | word          | –           |
| [i] - ▶ⓘ    | Ungerundeter geschlossener Vorderzungenvokal                      | direkt        | happy         | fille       |
| [iː]        | "                                                                 | Igel          | speak         | –           |
| [ɪ] - ▶ⓘ    | Ungerundeter zentralisierter fast geschlossener Vorderzungenvokal | frisch        | ship          | –           |
| [o] - ▶ⓘ    | Gerundeter halbgeschlossener Hinterzungenvokal                    | Rosine        | –             | eau         |
| [oː]        | "                                                                 | Ton           | –             | –           |
| [õ]         | Gerundeter halbgeschlossener Hinterzungennasalvokal               | –             | –             | bon         |
| [ø] - ▶ⓘ    | Gerundeter halbgeschlossener Vorderzungenvokal                    | Ökonomie      | –             | feu         |
| [øː]        | "                                                                 | König         | –             | –           |
| [œ] - ▶ⓘ    | Gerundeter halboffener Vorderzungenvokal                          | löschen       | –             | fleur       |
| [œ̃]         | Gerundeter halboffener Vorderzungennasalvokal                     | –             | –             | un          |
| [ɔ] - ▶ⓘ    | Gerundeter halboffener Hinterzungenvokal                          | Sonne         | saw           | porte       |
| [ɔ:]        | "                                                                 | –             | horse         | –           |
| [ɔ̃]         | Gerundeter halboffener Hinterzungennasalvokal                     | –             | –             | montagne    |
| [u] - ▶ⓘ    | Gerundeter geschlossener Hinterzungenvokal                        | kulant        | –             | coup        |
| [uː]        | "                                                                 | gut           | moon          | –           |
| [ʉ] - ▶ⓘ    | Gerundeter geschlossener Zentralvokal                             | –             | hoof          | –           |
| [ʊ] - ▶ⓘ    | Gerundeter zentralisierter fast geschlossener Hinterzungenvokal   | Mund          | book          | –           |
| [y] - ▶ⓘ    | Gerundeter geschlossener Vorderzungenvokal                        | Büro          | –             | nu          |
| [yː]        | "                                                                 | müde          | –             | –           |
| [ʏ] - ▶ⓘ    | Gerundeter zentralisierter fast geschlossener Vorderzungenvokal   | hübsch        | –             | –           |

Englisches [ɐ] wird am häufigsten /ʌ/ transkribiert.
Das Englische ist deutlich ärmer an Vokalphonen (nicht allerdings an Vokalphonemen) als das Deutsche, besitzt dafür aber mehr Diphthonge (take, go, night, flower, boy, here, there, sure).

### Spanisch
In der spanischen Sprache, genauer dem Kastilischen, existieren nur die fünf Vokalphoneme /a e i o u/. Dies unterscheidet das Kastilische von den anderen iberoromanischen Sprachen Portugiesisch, Galicisch und Katalanisch (mit Valencianisch, wobei hier die Unterschiede zum Kastilischen geringer sind). Der a-Laut ähnelt dem deutschen kurzen (offenen) a, während i-Laut und u-Laut den langen (geschlossenen) Vokalen im Deutschen gleichen. Der e-Laut und der o-Laut des Spanischen haben eine mittlere Höhe und daher kein genaues Gegenstück im Hochdeutschen.

### Französisch
Der ungespannte (mit weniger Muskelanspannung geformte) i-Laut (wie in Wind), der ungespannte ü-laut (wie in wünscht), der ungespannte u-Laut (wie in Wunsch) und der a-ähnliche, sogenannte tiefe Schwa-Laut (wie der -er geschriebene Vokal in Mutter) fehlen im Französischen. Ansonsten besitzt es die gleichen oralen (mit dem Mund geformten) Vokale wie das Deutsche plus vier Nasalvokale. Allerdings kennt das Französische nicht den systematischen bedeutungsverändernden Unterschied zwischen kurzen ungespannten und langen gespannten Vokalen, der für das Deutsche typisch ist (wie in Wahl/Wall, den/denn, ihn/in, Ole/Olle, pult/Pult, Tönchen/Tönnchen, Fühler/Füller).

## Vokalbuchstaben
Es werden unter Vokalen gemeinhin auch die Buchstaben verstanden, die derartige Laute repräsentieren. Um der verbreiteten Verwechslung bzw. Gleichsetzung von Lauten und Buchstaben vorzubeugen, ist es sinnvoll, die Begriffe Vokallaut und Vokalbuchstabe zu verwenden.
Als Vokalbuchstaben gelten im Deutschen: A, Ä, E, I, O, Ö, U, Ü, Y.
Sie stehen den Konsonantenbuchstaben B, C, D, F, G, H, J, K, L, M, N, P, Q, R, S, ẞ, T, V, W, X, Z gegenüber.
Diese Zuordnung beruht auf den grundlegenden Buchstaben-Laut-Beziehungen (Graphem-Phonem-Korrespondenzen), die aufgrund verschiedener Kriterien ermittelt werden können (Häufigkeit, Kontextbedingtheit, Eindeutigkeit). Vokalbuchstaben können in bestimmten Kontexten auch die Funktion übernehmen, nicht-silbische Laute wiederzugeben, und (eher seltener) Konsonantenbuchstaben die Funktion, silbische Laute darzustellen. Je nach Definition und Abgrenzung zwischen Vokalen und Konsonanten (vgl. oben) und dem Status von Halbvokalen kann dann formuliert werden, Vokalbuchstaben stehen auch für Konsonanten und Konsonantenbuchstaben für Vokale.
Im Deutschen betrifft das vor allem die Vokalbuchstaben I, U und Y, sowie die Konsonantenbuchstaben R, J und W. Bei einer an der Sonorität orientierten Definition der Vokale kommen auch noch die Konsonantenbuchstaben L, N und M hinzu. Eine besondere Rolle bei der Darstellung von Vokalen nimmt auch der Konsonantenbuchstabe H ein, allerdings nur in Kombination mit Vokalbuchstaben, nicht für sich allein.
Beispiele für unsilbisch, halbvokalisch bzw. konsonantisch verwendete I, U und Y: Mai, Aktie, Union, Harpyie; Mauer, eventuell, Biskuit, Etui, Qualle; Bayern, Yak, Maya, daneben gelegentlich auch weitere Vokalbuchstaben, z. B. O: Kakao, Coiffeur.
Beispiele für zwar unsilbische, aber eher halbvokalisch verwendete Konsonantenbuchstaben: bei R im Silbenendrand, vor allem nach langen Vokalen (wie in mehr, vier, rührt); bei J lässt sich ganz allgemein streiten, ob der repräsentierte Laut eher Halbvokal oder Konsonant ist; auch bei W kann die Aussprache Richtung Halbvokal gehen.
Beispiele für die selteneren Fälle, in denen R, J und W als silbische Vokale verwendet werden: Zentaur, Matrjoschka, Rwanda.
Außerdem können Konsonantenbuchstaben in bestimmten Kombinationen ihren konsonantischen Charakter verlieren: z. B. in der häufigen Endung -er, aber auch z. B. in der Namensendung -ow. Hierher gehört dann auch die vielfältige Funktion des stummen H nach Vokalbuchstaben (als Dehnungs-h, als silbentrennendes h …).